# Geo-Wiki
Geo-wiki（ジオ ウィキ）とは環境モニタリングに市民が参加するためのプラットフォームで、クラウドソーシングを通じて既存の地理情報の検証と新たな地理情報の収集を手助けする。Google Earth、Bing Maps、ジオタグ写真といったツールやインターネットを活用し、個人のボランティアが価値ある情報を提供することができる。また、衛星画像と照合した既存情報や全く新しい情報の提供によるフィードバックを提供している。データはデスクトッププラットフォームや携帯端末で入力でき、ゲームやキャンペーンで入力することもある。結果のデータは制限なしに利用できる。

## 土地被覆の検証

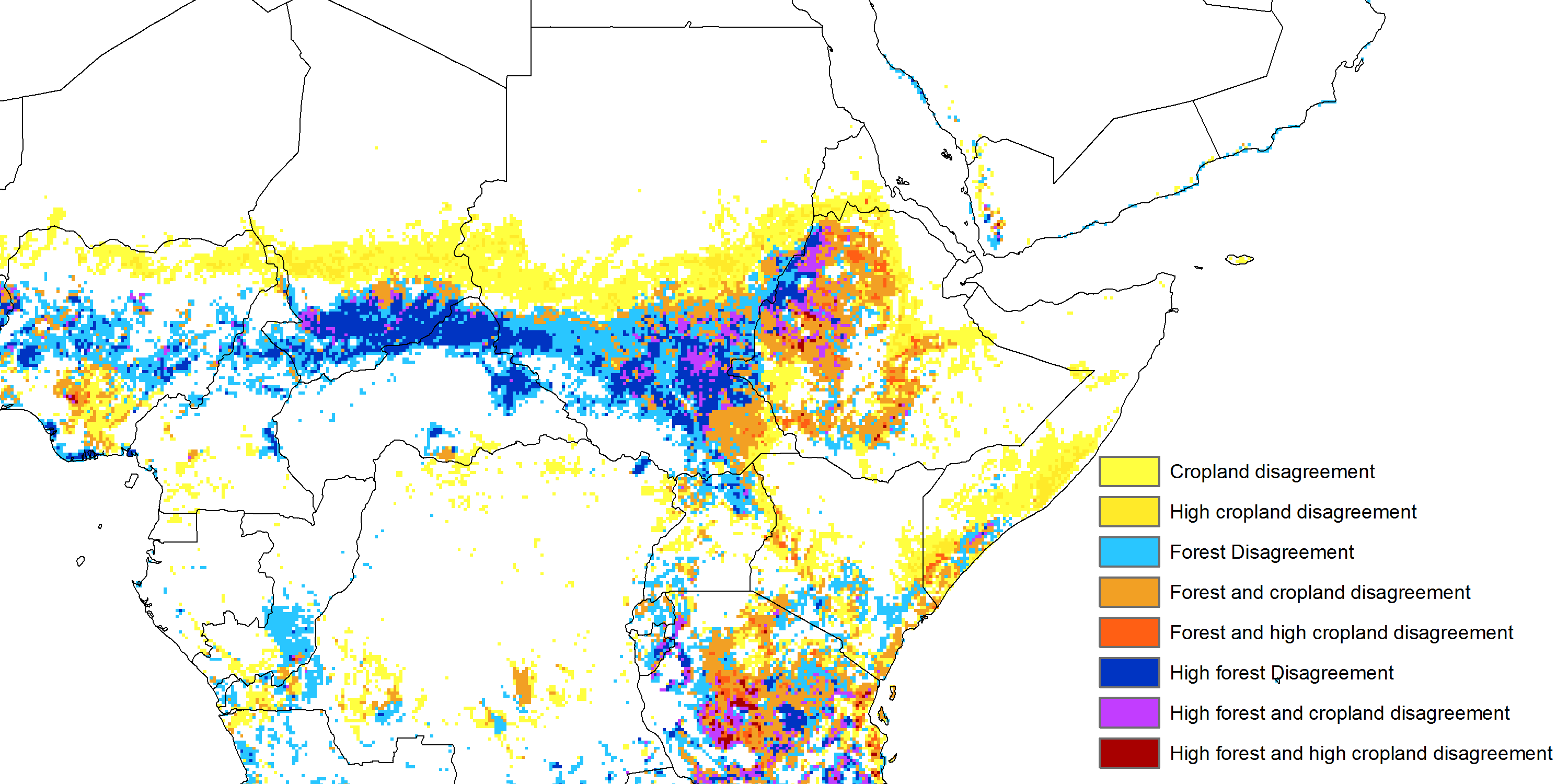
Geo-Wikiで解析したアフリカにおける農耕地と森林といった土地被覆の不一致

グローバルな土地被覆の検証作業はより高解像度の全世界の20%以下の範囲の土地被覆の非常に詳しい情報を提供している2.5メートル以下の解像度の画像として実行できて、更新された画像が継続的に追加される。Google Earthといったインターネットツールは土地被覆の検証のために大きなポテンシャルを提供している。土地被覆のためのボランティア地理情報使用の研究は欧州の森林地図や最新全世界土地被覆地図であるGlobCoverといったリモートセンシング派生製品の最新確認に使用されているGoogle Earthとより関連性が高い。Google Earthで幅広いユーザーが検証作業に参加できる。
Geo-wikiの応用は単に土地被覆を改善するだけに留まらず、中央アフリカにおける将来の森林破壊を予測することや、サブサハラアフリカの5つの既存の農耕地データセットを組み合わせることで既存地図より精度が高い地図を作成するのに役立っている。これにより、土地利用、植生、気候変動、地球のシステムモデリングにおいて不確実性を減らし、予測を改善できる。複数の研究所の科学者はGeophysical Research LettersにてGeo-Wikiの応用を含め地図の作成について記述している。

## ゲーミフィケーション
- Picture Pile
- FotoQuest Austria